# .hack//黄昏の碑文
『.hack//黄昏の碑文』（ドットハック たそがれのひぶん）は川崎美羽のライトノベル作品。イラストは椎名麻子。全2巻。

## 概要
これまでの.hackシリーズと違い『The World』ではなく、その基となったネット叙事詩「黄昏の碑文」に焦点を当てた作品。メディアミックス作品群『.hack』において、時系列で並べると最初に位置する作品である。

## あらすじ
ララ・ヒューイックは叔父ハロルドのPCの中の黄昏の碑文の世界にログインしてしまう。しかし現実世界に戻れなくなったララはサヤとして世界を〈波〉から救うため「夕暮れ竜（トワイライトドラゴン）」を探し始めた。

## 登場人物
ララ・ヒューイック
この物語の主人公。ハロルド・ヒューイックの姪の14歳の少女。エマ・ウィーランドの黄昏の碑文をネットの海から探している。父に付き添って音信不通になったハロルドの様子を見にきたところ、偶然ハロルドが作っていた『fragment』を見つけ、その中にログインしてしまう。それ以降は黄昏の碑文の登場人物であるちび魔女サヤになり、リアルに戻れなくなってしまう。黄昏の碑文の世界のことをほとんど知らないため、分からないことがある場合、唯一事情を知っているヴェスパに聞くことが多い。また時間が経つにつれ、ララとしての記憶が徐々に失われ始めている。
サヤ
声 - 米澤円（『Link』）
黄昏の碑文の主人公。麦畑に住むちび魔女で影持つ者の一人。主な能力は動植物の声を聞くことで、他にはほうきで空を飛ぶ、傷の治療などができる。ヴェスパによると生まれ落ちた時から影を持つかなり特殊な存在で、他にはいないらしい。
ヴェスパ
サヤの相棒ともいえる博識な猫。ララに事情を説明されたため、唯一サヤがララであることを知っている。こちらのことを知らないララにこっそりといろいろなことを教えたりする。
フィリ
白衣のフィリと呼ばれる光（リョース）の王アペイロンの腹心。幼馴染のプレアドが闇の精霊に騙されて影を落としてしまったため、闇の精霊を毛嫌いしている。
ビト
黒帽子のビトと呼ばれる闇（ダック）の女王ヘルバの側近。数百年前、影を落とされたリリスを救おうとしたが、結果的に裏切ったことになってしまった。
リリス
影持つ者の一人。かつて夜の精として闇の国に所属していたが、仲間のいたずらによって影を落としてしまい、ビトが救おうとしたのが裏目に出てしまい、闇の国を追放された。それ以来ビトのことを恨んでいる。当初は仲間になることを拒絶したが、サヤの言葉で目を覚まし、仲間となった。
ゲンドール
影持つ者の一人。超能力者の集落の出身者だが、まだ能力は目覚めていない。2メートルはある大男だが、気が小さい。

## 単行本
- .hack//黄昏の碑文 I  ISBN 4-04-419909-4
- .hack//黄昏の碑文 II ISBN 4-04-419910-8